# Masyw Dévoluy

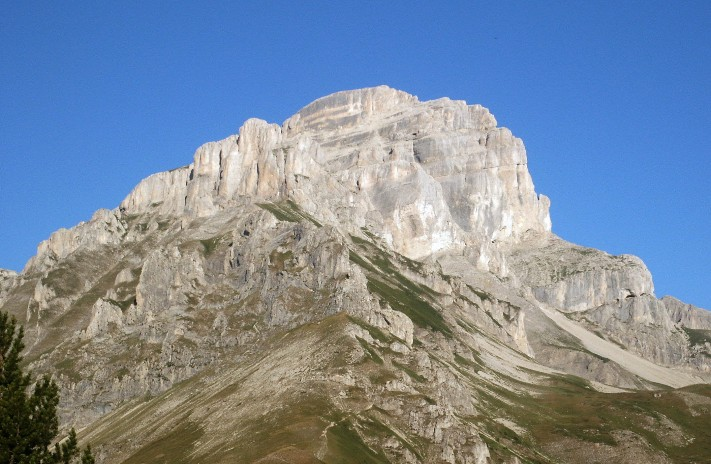
Grande Tête de l’Obiou

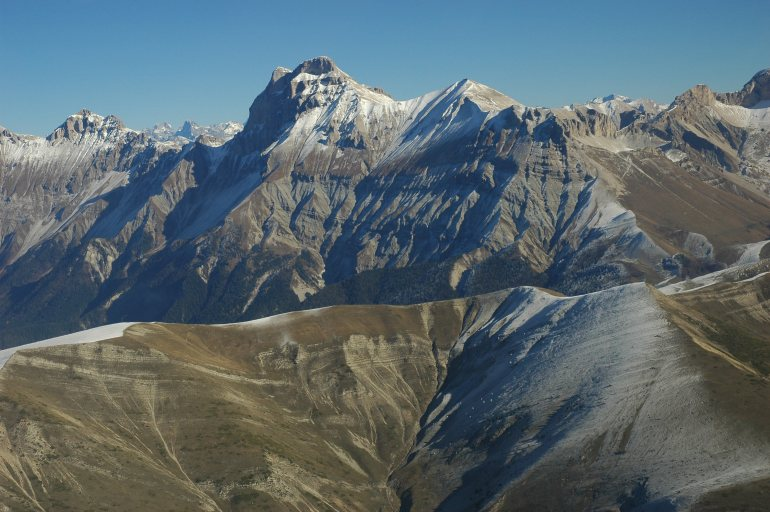
Grand Ferrand

Devoluy masyw mapie

Masyw Dévoluy – wapienny masyw górski położony w zachodniej części Préalpes du Dauphiné w regionie Rodan-Alpy, w departamentach Isère, Drôme i Alpy Wysokie (Wschodnia Francja). Jest to najwyższa część Prealp Delfinackich. Należy do Alp Zachodnich.
Najwyższe szczyty masywu:
- Grande Tête de l’Obiou 2789 m,
- Grand Ferrand 2759 m,
- Pic de Bure 2709 m,
- Tête de la Cavale 2697 m,
- Tête de la Cluse 2683 m,
- Dent d'Aurouze 2679 m,
- Bonnet de l'Evêque 2663 m,
- Tête de l'Aupet 2627 m,
- Tête des Pras Arnaud 2617 m,
- Tête d'Aurouze 2587 m,
- Tête de Lapras 2584 m,
- Rougnou 2577 m,
- Tête de Collier 2568 m,
- Roc Roux 2566 m,
- Montagne de Féraud 2565 m,
- Tête de Claudel 2563 m.